# Boarmia squamigera
Boarmia squamigera là một loài bướm đêm trong họ Geometridae.